# Катастар непокретности
Катастар непокретности је основни и јавни регистар о непокретностима и стварним правима на њима.

## Упис
У катастар непокретности се уписује земљиште (катастарске парцеле пољопривредног, шумског, грађевинског и другог земљишта), надземни и подземни грађевински објекти, као и посебни дијелови објеката који чине грађевинску цјелину (стан, пословни простор, гаража и др.).
Уписом у катастар непокретности се стичу, преносе, ограничавају и престају права на непокретностима. Свако има право да изврши увид у податке које садржи катастар непокретности, да му се изда лист непокретности или потврда да је одређена непокретност или право уписано у катастар непокретности.

## Катастарски премјер
Катастарски премјер је геодетско мјерење и прикупљање података о непокретностима и имаоцима права на непокретностима, а врши се у циљу оснивања или обнове катастра непокретности. Геодетско мјерење се врши геодетским методама за хоризонтално и вертикално позиционирање непокретности у референтном систему једне државе.
Катастарске територијалне јединице су: катастарска парцела (честица), катастарска општина и катастарски срез (котар).
Катастарски премјер се врши у катастарској општини или њеном дијелу, и садржи: постављање допунских геодетских референтних тачака за хоризонтално и вертикално позиционирање непокретности и одређивање њихових координата, идентификацију и обиљежавање границе катастарске општине, обиљежавање граница катастарске парцеле, геодетско мјерење и прикупљање података о непокретностима, прикупљање података о имаоцу права на непокретности и катастарско класирање земљишта.
Затим, комасациони премјер су геодетски радови који се изводе у поступку уређења земљишне територије комасацијом. Подаци комасационог премјера чине елаборат премјера и користе се за оснивање или обнову катастра непокретности.

## Катастарски операт
Катастарски операт је описни или књиговодствени дио катастра непокретности. Он садржи податке о: парцелама са њиховим бројевима, називима и начином коришћења; култури и класи земљишта, површинама и катастарским приходом; кориснику непокретности у складу са стварним стањем; информацијама о правним пословима и поступцима; зградама, становима и пословним просторијама; историјату промјена на парцели.